# Касторія (ном)
Касторія (грец. Καστοριά) — ном в Греції, розташований в периферії Західна Македонія. Столиця — місто Касторія.

## Муніципалітети і комуни
| Муніципалітет  | YPES код | Місцева влада (якщо відрізняється) | Поштовий код | Тел. код     |
| -------------- | -------- | ---------------------------------- | ------------ | ------------ |
| Ая-Тріада      | 2501     | Маніакі                            | 521 00       | 24670-81     |
| Аї-Анаргірі    | 2502     | Корісос                            | 520 52       | 24670-51     |
| Акрітес        | 2503     | Діпотамія                          | 520 58       | 24670-91     |
| Іон Драгуміс   | 2508     | Вогацико                           | 520 53       | 24670-95     |
| Касторія       | 2509     |                                    | 521 00       | 24670-2 до 3 |
| Клісура        | 2511     |                                    | 520 54       | 24670-94     |
| Корестія       | 2512     | Макрохорі                          | 520 55       | 24670-84     |
| Македні        | 2513     | Маврохорі                          | 520 56       | 24670-74     |
| Месопотамія    | 2504     |                                    | 520 50       | 24670-61     |
| Несторіо       | 2514     |                                    | 520 51       | 24670-31     |
| Аргос Орестіко | 2515     |                                    | 522 00       | 24670-2      |
| Віці           | 2506     | Тіхіо                              | 520 59       | 24670-72     |
| Комуна         | YPES код | Місцева влада (якщо відрізняється) | Поштовий код | Тел. код     |
| Арренес        | 2505     | Ептахорі                           | 500 07       | 24670-72     |
| Грамос         | 2507     |                                    | 522 00       | 24670-42     |
| Кастракі       | 2510     | Ієропігі                           | 520 50       | 24670-86     |

| Греція | Це незавершена стаття з географії Греції. Ви можете допомогти проєкту, виправивши або дописавши її. |